# Associació Esportiva Penya Esplugues
L'Associació Esportiva Penya Esplugues és una entitat esportiva catalana dedicada al futbol sala fundada el 2008 al municipi d'Esplugues de Llobregat.
L'AE Penya Esplugues va ser fundada a principis de 2008 per directius i tècnics de futbol sala de l'Sporting Esplugues i el Club Penya Andorra de l'Hospitalet de Llobregat, entitat esportiva que tenia més de 40 anys d'experiència al món del futbol, els vint anys anteriors dedicats exclusivament al futbol sala, amb l'objectiu d'unir esforços formant una Associació de futbol sala capacitada per participar en totes les categories federades, tant masculines com femenines.
El 2015, l'AE Esplugues va arribar a un acord amb el Futbol Sala Gironella, equip que fins aleshores disputava la Primera divisió femenina però que es trobava en procés de dissolució de la seva junta, perquè l'Esplugues ocupés la plaça de l'equip berguedà tot mantenint el nom de l'entitat. Així, a partir de la temporada 2015-2016, l'equip sènior femení va passar a anomenar-se FES Penya Esplugues Gironella, participant en la primera divisió femenina del futbol sala espanyol.

## Palmarès
- 5 Copa Catalunya de futbol sala femenina: 2015-16, 2016-17, 2017-18, 2018-19, 2019-20